# Димитриос Друцас
Димитриос или Димитрис Друцас (на гръцки: Δημήτριος, Δημήτρης Δρούτσας) е гръцки политик, бивш министър на външните работи на Гърция.

## Биография
Друцас е роден в Кипър в семейство от смесен брак между грък и немкиня. След завършване на началното образовние фамилията се премества във Виена, където баща му работи в гръцкото посолсство. Там завършва елитната гимназия „Терезианум“ и право във Виенския университет (1994). Впоследствие е асистент във Виенския икономически университет и юридически сътрудник на австрийския министър на външните работи Волфганг Шюсел.
През 1999 г. Друцас заминава за Гърция, където е привлечен за съветник на Георгиос Папандреу-младши, министър на външните работи. След загубата на властта и избирането на Георгиос Папандреу за председател на ПАСОК, Друцас е ръководител на неговия външнополитически кабинет (2004 – 2009), а впоследствие и международен секретар на ПАСОК (2008 – 2009).
След изборната победата на ПАСОК и Георгиос Папандреу през 2009 г. Друцас става заместник-министър (октомври 2009 – септември 2010) и министър на външните работи на Гърция (септември 2010 – юни 2011). От 22 юни 2011 до 30 юни 2014 той е депутат в Европейския парламент.